# Botswaans honkbalteam

Vlag van Botswana.

Het Botswaans honkbalteam is het nationale honkbalteam van Botswana. Het team vertegenwoordigt Botswana tijdens internationale wedstrijden. Het Botswaans honkbalteam hoort bij de Afrikaanse Honkbal & Softbal Associatie (AHSA).